# Bourse de voyage de l'Institut archéologique allemand
La bourse de voyage de l'Institut archéologique allemand est une bourse attribuée chaque année depuis 1859 par l'Institut archéologique allemand (DAI) pour la promotion de jeunes universitaires dans le domaine de l'archéologie et des sciences voisines.
En général, les boursiers séjournent assez longuement dans l'aire culturelle de l'Antiquité classique, c'est-à-dire la région méditerranéenne, mais aussi au Proche-Orient. Les boursiers ont ainsi l'occasion de découvrir ces pays et leurs cultures et, en premier lieu, les sites et vestiges archéologiques. La durée de la bourse est généralement d'un an, mais peut être prolongée d'un an dans des cas exceptionnels justifiés.

## Historique et modalités
La bourse de voyage a été attribuée pour la première fois en 1859 et s'appelait alors Reichsstipendium (Bourse de l'Empire). Les premiers bénéficiaires furent Alexander Conze et Adolf Michaelis. À l'origine, uniquement deux bourses été attribuéed, en priorité aux archéologues  des périodes « classiques » (Klassische Archäologie). Avec la modification des statuts du DAI en 1874, cinq bourses furent établies : quatre pour des archéologues des périodes classiques (à l'époque, souvent également philologues) et une personne pratiquant l'Archéologie paléochrétienne. Depuis 1927-1928 préhistoriens et spécialistes de l'étude du bâti sont patronnés par la Commission romano-germanique (de). Un certain temps, des demi-bourses d'études ont également été attribués à des professeurs du secondaire. Le nombre de bourses de voyage est évalué chaque année en fonction des moyens disponibles, du nombre et de la qualité des candidats. La première femme ayant reçu une bourse fut la théologienne Carola Barth (de), en 1908.
Depuis sa création en 1859, la bourse de voyage est  une mesure d'encouragement éminente du DAI pour la promotion des jeunes chercheurs. Une part non négligeable de professeurs d'université dans le domaine de l'archéologie classique furent boursiers. En plus des bourses de voyage accordées par le siège du DAI, des bourses de voyage sont également attribuées par les commissions du DAI, à savoir la Commission romano-germanique (de), la Commission d'histoire ancienne et d'épigraphie (de) et la Commission d'archéologie des cultures non européennes (de).
Les bourses sont mises au concours chaque année et sont publiées, entre autres, dans l'Archäologischer Anzeiger. Les candidats doivent être citoyen allemand ou avoir leur domiciliation en Allemagne. La limite d'âge est de 30 ans. La sélection des candidats s'effectue lors du congrès annuel de la direction du DAI. Les dossiers de candidature sont constitués de la thèse de doctorat, d'un CV, de deux lettres de recommandation, et d'un itinéraire de voyage ainsi que de tous les articles scientifiques publiés. Actuellement, le montant de la bourse s'élève à 17000€. Les boursiers sont tenus de participer à la réunion de préparation à Berlin en juin. En outre, il est attendu qu'ils participent aux réunions scientifiques des départements du DAI lorsqu'ils y résident. Ils doivent soumettre chaque trimestre un rapport au président du DAI ainsi qu'une synthèse du voyage d'étude à la fin de la bourse. Outre la bourse de voyage, le congrès annuel de la direction du DAI octroie également la bourse Wülfing (de)